# Хоккей с шайбой на зимних Олимпийских играх 2026 — квалификация (мужчины)
Квалификация мужского хоккейного турнира Зимних Олимпийских игр 2026 года определялась по мировому рейтингу ИИХФ, опубликованному по итогам чемпионата мира 2023 года. Сборная Италии как хозяйка соревнований попала на турнир автоматически. Также право принять участие на Олимпиаде без отбора получили семь лучших команд в мировом рейтинге, ещё три команды возможность попасть на Игры получили через квалификационные турниры.

## Квалифицировавшиеся команды
| Турнир                             | Дата                         | Место проведения | Мест | Команды                                                     |
| ---------------------------------- | ---------------------------- | ---------------- | ---- | ----------------------------------------------------------- |
| Страна-хозяйка                     | 24 июня 2019                 | Лозанна          | 1    | Италия                                                      |
| Мировой рейтинг ИИХФ 2023          | 2 июня 2023                  | —                | 8 7  | Канада Россия Финляндия США Германия Швеция Швейцария Чехия |
| Финальные квалификационные турниры | 29 августа — 1 сентября 2024 | Братислава       | 1    | Словакия                                                    |
| Финальные квалификационные турниры | 29 августа — 1 сентября 2024 | Рига             | 1 2  | Латвия Франция                                              |
| Финальные квалификационные турниры | 29 августа — 1 сентября 2024 | Ольборг          | 1    | Дания                                                       |
| Всего                              |                              |                  | 12   |                                                             |

1. ↑  Рейтинг ИИХФ учитывает результаты чемпионатов мира 2020, 2021, 2022, 2023 годов, а также хоккейного турнира Олимпийских игр 2022 года.
2. 1 2  В соответствии с неофициальным заявлением президента ИИХФ Люка Тардифа ожидается, что МОК объявит Олимпийскому комитету России о недопуске команды из России до участия в турнире. Таким образом, предполагается, что освободившееся место займёт сборная Франции.

## Результаты

### 1-й квалификационный раунд
1-й раунд квалификации должен был пройти с 8 по 12 ноября 2023 года. 10 команд были разбиты на 2 группы: в группу N вошли сборные ОАЭ, Кыргызстана, Гонконга, Кувейта и Грузии, а в группу O — команды Тайваня, Таиланда, Боснии и Герцеговины, ЮАР и Ирана. Согласно регламенту, победители групп, а также лучшая из команд, занявших вторые места, получали право на участие во 2-м квалификационном раунде.
Впоследствии 1-й раунд квалификации был отменён. Во 2-й раунд были приглашены Тайвань, Таиланд и ЮАР; позднее в список его участников также была включена Грузия, заменившая снявшуюся с соревнований сборную Мексики.

### 2-й квалификационный раунд
12 команд были разбиты на 3 группы — K, L и M — по 4 участника в каждой. Победители групп выходили в 3-й квалификационный раунд.

#### Группа K
Игры группы K прошли в Рейкьявике (Исландия) с 14 по 17 ноября 2023 года.
| Поз | Команда      | И | В | В(ОТ) | П(ОТ) | П | МЗ | МП | РМ  | О | Квалификация  |
| --- | ------------ | - | - | ----- | ----- | - | -- | -- | --- | - | ------------- |
| 1   | Эстония      | 3 | 3 | 0     | 0     | 0 | 36 | 2  | +34 | 9 | 3-й кв. раунд |
| 2   | Исландия (Х) | 3 | 2 | 0     | 0     | 1 | 13 | 9  | +4  | 6 |               |
| 3   | ЮАР          | 3 | 1 | 0     | 0     | 2 | 6  | 19 | −13 | 3 |               |
| 4   | Болгария     | 3 | 0 | 0     | 0     | 3 | 4  | 29 | −25 | 0 |               |

#### Группа L
Игры группы L прошли в Тилбурге (Нидерланды) с 15 по 17 ноября 2023 года.
| Поз | Команда        | И | В | В(ОТ) | П(ОТ) | П | МЗ | МП | РМ  | О | Квалификация  |
| --- | -------------- | - | - | ----- | ----- | - | -- | -- | --- | - | ------------- |
| 1   | Испания        | 3 | 3 | 0     | 0     | 0 | 24 | 6  | +18 | 9 | 3-й кв. раунд |
| 2   | Нидерланды (Х) | 3 | 2 | 0     | 0     | 1 | 34 | 7  | +27 | 6 |               |
| 3   | Грузия         | 3 | 1 | 0     | 0     | 2 | 13 | 13 | 0   | 3 |               |
| 4   | Таиланд        | 3 | 0 | 0     | 0     | 3 | 3  | 48 | −45 | 0 |               |

#### Группа M
Игры группы M прошли в Белграде (Сербия) с 14 по 17 ноября 2023 года.
| Поз | Команда          | И | В | В(ОТ) | П(ОТ) | П | МЗ | МП | РМ  | О | Квалификация  |
| --- | ---------------- | - | - | ----- | ----- | - | -- | -- | --- | - | ------------- |
| 1   | Сербия (Х)       | 3 | 3 | 0     | 0     | 0 | 15 | 0  | +15 | 9 | 3-й кв. раунд |
| 2   | Хорватия         | 3 | 2 | 0     | 0     | 1 | 12 | 7  | +5  | 6 |               |
| 3   | Китайский Тайбэй | 3 | 1 | 0     | 0     | 2 | 4  | 13 | −9  | 3 |               |
| 4   | Турция           | 3 | 0 | 0     | 0     | 3 | 3  | 14 | −11 | 0 |               |